# Каменный нож-серп
Каменный нож-серп (яп. 石包丁, 石庖丁, いしぼうちょう исиботё, "каменный тесак") — разновидность каменного орудия середины — конца второй половины 1 тысячелетия до н. э. в Японии. Использовался как серп для уборки урожая злаковых культур. Появился в Японии в конце периода Дзёмон с развитием рисоводства и получил распространение в период Яёи с развитием земледелия.

Каменные ножи-серпы (Музей префектуры Иватэ).

Аналоги орудия находят в Корее и Восточном Китае. Подобные первые ножи-серпы находят в стоянках культуры Яньшао 5 — 3 вв. до н. э.

## Краткие сведения
Каменный нож-серп изготавливался из отщепа эллипсовидной или прямоугольной формы. Один край орудия затачивался, а другой оставался тупым.
Существовало два типа этих ножей — шлифованный и оббитый. Они отличались способом крепления на руке. У шлифованного ножа-серпа в области тупого края размещались две дырки, через которые протаскивалась веревка, которая закрепляла орудия на пальцы. У битого ножа вместо дыр имелся паз, который проходил по середине орудия с обеих сторон, в котором крепилась веревка. Среди найденных ножей преобладают шлифованные образцы.
Во время сбора урожая подобные ножи-серпы часто тупились, поэтому их или точили заново или выбрасывали и использовали новые.
Существовали аналоги раковинных, костяных и деревянных ножей-серпов. В городе Ямасика в префектуре Кумамото был найден железный нож-серп. Однако подобные вариации являются редкими.